# Saïd Khatibi
Pour les articles homonymes, voir Khatibi.
 (août 2011).
Si vous disposez d'ouvrages ou d'articles de référence ou si vous connaissez des sites web de qualité traitant du thème abordé ici, merci de compléter l'article en donnant les références utiles à sa vérifiabilité et en les liant à la section « Notes et références ».
Saïd Khatibi est un écrivain algérien.

## Biographie
Après avoir fait des études en littératures modernes, Saïd Khatibi devint responsable des pages culturelles du journal « Djazair News ». Deux ans après  il rejoint le plus grand quotidien algérien El Khabar. Par la suite, il a poursuivi une carrière de journaliste à l'international, couvrant de nombreux pays.
Il est l'auteur de plusieurs romans et lauréat de nombreux prix prestigieux dans le monde arabe.